# Peter Brackley
Peter Brackley (13 de junio de 1951-14 de octubre de 2018) fue un comentarista de fútbol británico, quizás más famoso por comentar para Football Italia en Channel 4 en la década de 1990, para la serie de juegos de computadora Pro Evolution Soccer hasta Pro Evolution Soccer 6 (después de lo cual Jon Champion lo reemplazó como comentarista principal), y para Michael Owen's World League Soccer '99.

## Carrera de radiodifusión

### Radio
Comenzó su carrera en BBC Radio Brighton a principios de los años 70, antes de pasarse a la cadena. Durante su tiempo en BBC Radio en Londres, Brackley cubrió fútbol (incluidas dos finales de la FA Cup y la final de la Copa de Campeones de Europa 1981-82) y atletismo, además de presentar los programas insignia Sport on Two y Sports Report.

### Televisión de pago
En el verano de 1982, Brackley pasó a la televisión, inicialmente con la empresa ITV Central Independent Television en sustitución de Hugh Johns. Durante su etapa inicial en la cadena cubrió la Copa Mundial de Fútbol de 1986 y la Eurocopa 1984, incluidos los comentarios de los partidos de semifinales de ambos torneos. Su primer partido en directo para ITV Sport fue el encuentro de Primera División entre el Manchester United y el Sheffield Wednesday en abril de 1986. También intervino durante la retransmisión en directo de la final de la Copa de Campeones de Europa 1985-86 entre el Barcelona y el Steaua de Bucarest junto al co-comentarista del estudio de ITV de esa noche, Ron Atkinson, cuando se perdió la comunicación con el equipo de comentaristas en Sevilla, Brian Moore y Kevin Keegan.

### Sky
En 1988, Brackley dejó ITV. Aún estancado detrás de Brian Moore, Martin Tyler y Alan Parry en el orden jerárquico, se trasladó a Sky Television de Rupert Murdoch. La mayor parte de su trabajo sería para el canal paneuropeo Eurosport, entonces en parte propiedad de Sky. Lideró su equipo de comentaristas en la Copa Mundial de 1990 en Italia, con Ian Darke, Paul Dempsey y Gary Bloom entre sus colegas. Brackley también estaba detrás del micrófono para los primeros partidos en vivo de Sky, que fueron en la Full Members Cup.
Cuando Sky y BSB se fusionaron en 1991, Brackley asumió otras funciones, entre ellas la cobertura regular de los partidos de la FA Cup y la cobertura semanal del fútbol italiano en directo. Esta fue la continuación de una larga relación con la cobertura de la Serie A, que en realidad había comenzado a mediados de la década de 1980, cuando empezó a trabajar para CSI Sports, que se hizo cargo de los derechos de transmisión internacionales.
Brackley también comentó la cobertura de Eurosport del torneo de snooker World Masters de 1991 en el NEC de Birmingham junto a Mike Watterson, Jim Wych, Willie Jamieson, Paul Wade y Phil Yates.

### Football Italia
Esta asociación con el fútbol italiano se profundizó en 1992 cuando, a raíz de la transferencia de Paul Gascoigne del Tottenham al equipo de la Serie A Lazio, Channel 4 compró los derechos para cubrir la liga. Durante la siguiente década, brindaron juegos en vivo regularmente los domingos por la tarde, con Brackley comentando desde un estudio en Inglaterra. Trabajó junto a James Richardson, Kenneth Wolstenholme, Gary Bloom, Ray Wilkins, Don Howe y Luther Blissett.

### Regreso a la Televisión de pago
1992 fue un año lleno de acontecimientos para Brackley, ya que también regresó al equipo de ITV Sport. Tras la conmoción de perder los derechos de la nueva Premier League a manos de British Sky Broadcasting , las distintas regiones de ITV comenzaron a poner más énfasis en la cobertura en vivo de las ligas inferiores. El 16 de agosto de 1992, Brackley se asoció con Ron Atkinson para la primera transmisión en vivo de Central de un partido de la Football League desde la división, cuando Birmingham City se enfrentó a Notts County en St Andrew's. A partir de la segunda semana, Alan Parry se convirtió en la voz habitual de The Central Match Live hasta 1996, cuando ITV perdió los derechos para transmitir fútbol de liga en vivo.
Este regreso a ITV vio a Brackley aparecer de forma destacada en la cobertura de otras cuatro Copas del Mundo, de 1994 a 2006 y los Campeonatos Europeos de 1996 y 2000. También fue un comentarista habitual en los programas de la Liga de Campeones de la cadena y contribuyó con frecuencia a los programas destacados de Central y Meridian Broadcasting en el sur de Inglaterra. También comentó su única final importante para ITV en 2000: la final de la Copa de la Liga entre Leicester City y Tranmere Rovers. A partir de agosto de 2001, apareció mucho en la cobertura de ITV de los momentos destacados de la Premiership en The Premiership. Comentó el primer partido del primer programa en agosto de 2001, Middlesbrough v Arsenal. Además de sus comentarios para el programa, utilizó sus habilidades como imitador durante el segmento 'Brack Chat' del programa de momentos destacados del lunes por la noche.
Tras la desaparición del canal ITV Sport en 2002, los compromisos de Brackley con la cadena se redujeron considerablemente (aunque siguió trabajando en los momentos destacados de la Premiership hasta 2004), apareciendo solo muy ocasionalmente antes de regresar como parte del equipo para la Copa del Mundo en Alemania en 2006. Su principal fuente de trabajo fue la cobertura de la selección de fútbol de Inglaterra y la FA Cup para el distribuidor internacional Octagon CSI. Cubrió la mayoría de las finales de la Copa FA entre 1992 y 2008 para ellos.
En la temporada 2008-09, Brackley participó en el programa de ITV con los mejores momentos de la FA Cup. Sus partidos fueron Leicester-Stevenage, Fleetwood-Hartlepool, Hull-Newcastle, Doncaster-Aston Villa y Blackburn-Coventry.

## Otras actividades
Además de su exitosa carrera en la radio, Brackley también se hizo un hueco como comediante e imitador. Realizó varias giras por el Reino Unido con el fanático y comediante de Southampton Mike Osman, incluida una actuación como parte del espectáculo teatral de George Best y Rodney Marsh. También actuó con Osman, Richard Digance y otros en varios programas de la BBC Radio.
En 1990, Brackley sustituyó a Jimmy Greaves en el programa de ITV Sport, Saint and Greavsie, que estuvo en antena durante mucho tiempo. El comentarista prestó su voz a la caricatura Spitting Image de Greaves. También realizó trabajos de doblaje para Brighton & Hove Albion, el club al que apoyaba, y escribió una columna semanal en el periódico Argus de la ciudad.

## Fallecimiento
Brackley murió el 14 de octubre de 2018, a la edad de 67 años, después de un período de mala salud.